# Bremen-Arster Bahn
| Streckenlänge: | 3,2 km     |                         |                         |
| Stromsystem: | 550 Volt = |                         |                         |
| |            |                         |                         |
| \| \| 0,0 \| Kattenturmer Heerstraße \| Kattenturmer Heerstraße \| \| \| \| Arsten Marktplatz \| \| \| \| 3,2 \| Arsten Post \| Arsten Post \| |            |                         |                         |
| U-Bahn-Kopfbahnhof Streckenanfang (Strecke außer Betrieb)                                                                                      | 0,0        | Kattenturmer Heerstraße | Kattenturmer Heerstraße |
| U-Bahn-Haltepunkt / Haltestelle (Strecke außer Betrieb)                                                                                        |            | Arsten Marktplatz       | Arsten Marktplatz       |
| U-Bahn-Kopfbahnhof Streckenende (Strecke außer Betrieb)                                                                                        | 3,2        | Arsten Post             | Arsten Post             |

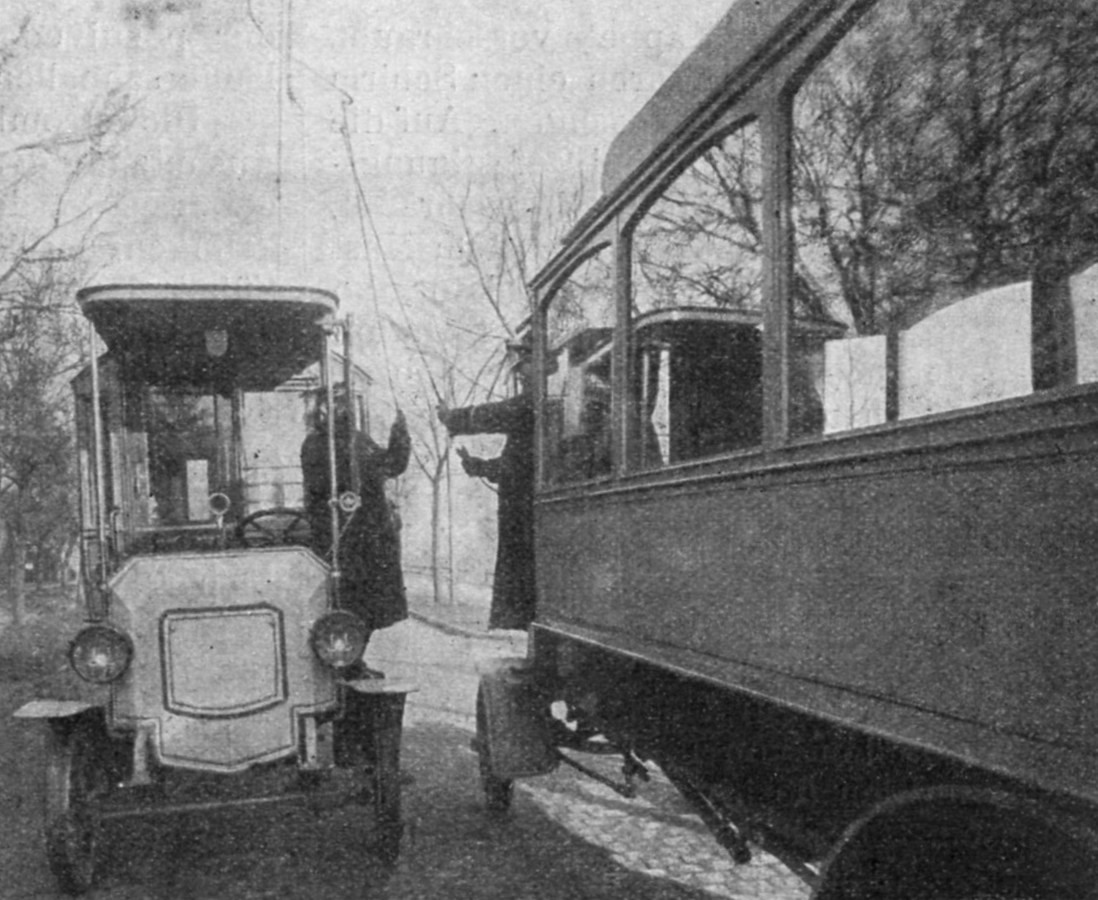
Stromabnehmertausch bei der Begegnung

Vertikale Leitungsanordnung beim System Lloyd-Köhler

Die Bremen-Arster Bahn war ein deutscher Oberleitungsbus-Betrieb – damals noch Gleislose Bahn genannt – im heutigen Stadtgebiet von Bremen. Die Anlage wurde am 7. August 1910 eröffnet und musste schon am 19. Juni 1916 kriegsbedingt wieder eingestellt werden.

## Geschichte
Die 3,2 Kilometer lange Strecke verband Kattenturm und Arsten, heute beide Ortsteile des Stadtteils Obervieland im Stadtbezirk Süd. Die zugelassene Höchstgeschwindigkeit der Bahn lag bei 25 km/h, was bei einer Reisezeit von zwölf Minuten für die gesamte Strecke zu einer Reisegeschwindigkeit von 16 km/h führte. Zum Einsatz kamen insgesamt zwei Fahrzeuge. Die beiden Wagen waren 6,50 Meter lang, 3,20 Meter hoch und 2,10 Meter breit. Der Achsstand betrug vier Meter und das Wagengewicht 3,2 Tonnen. Die Wagen boten jeweils Platz für 24 Personen, 20 Sitz- und vier Stehplätze. Die Betriebsspannung des Stroms betrug 550 Volt Gleichstrom. Der Strom wurde von der Straßenbahn Bremen bezogen. Die Strecke war nur mit einem Oberleitungspaar ausgerüstet, so dass bei sich begegnenden Fahrzeugen die Stromabnehmer getauscht werden mussten.
Erbaut wurde die Bremen-Arster Bahn von der ortsansässigen Köhlers Bahnpatente GmbH, der Betrieb erfolgte somit nach dem seltenen System Lloyd-Köhler. Bei diesem waren die beiden Drähte übereinander angeordnet (statt nebeneinander wie bei fast allen anderen Obus-Anlagen), insgesamt existierten nur fünf Anlagen nach diesem System. Neben der hier behandelten Strecke (die als erste der fünf Betriebe eröffnet wurde) waren dies die benachbarte Parkbahn, die Ludwigsburger Oberleitungs-Bahnen, die Gleislose Lloyd-Bahn Brockau sowie der Betrieb im englischen Stockport.

## Betreiber
Die Konzession für den Betrieb der Bahn wurde 1910 zunächst – wie bei der Parkbahn – an den Erbauer Köhlers Bahnpatente GmbH selbst erteilt. Eröffnet wurde sie später allerdings vom eigens hierfür gegründeten Verkehrsunternehmen Bremen-Arster-Bahn GmbH. Nachdem dieses im März 1912 in Konkurs ging, übernahm die Gleislose Lloydbahnen GmbH den Betrieb. Zum 1. Juni 1914 wurde die Konzession auf die am 17. März 1909 gegründete Studiengesellschaft für Vorortbahnen mbH übertragen, diese Tochtergesellschaft der Bremer Straßenbahn AG firmierte schließlich ab dem 19. Juni 1914 als Bremer Vorortbahnen GmbH.